# 哈特穆特·文策尔
哈特穆特·文策尔（德語：Hartmut Wenzel，1947年2月23日—2020年8月24日），德国男子赛艇运动员。他曾代表西德参加1976年夏季奥林匹克运动会赛艇比赛，获得男子四人单桨有舵手铜牌。